# 敷溪河
敷溪河，是中国长江流域的一条河流，汇入资水，属于资水水系。河长84千米，流域面积1120平方千米，多年平均流量33立方米每秒。自然落差201米。水能理论蕴藏量2万千瓦。